# Soupisky hokejových reprezentací na MS 2018 (skupina A)
Mistrovství světa v ledním hokeji 2018 elit se zúčastnilo celkem 16 národních týmů. Každý tým musel mít na soupisce nejméně 15 bruslařů (útočníků a obránců) a 2 brankáře. Soupiska ale nesměla přesahovat počet 22 bruslařů a 3 brankářů. Šampionát se odehrál v Dánsku, konkrétně v Kodani a Herningu. Skupina A se odehrála v Kodani.

## Skupina A

### Soupiska ruského týmu
- Soupiska na oficiálních webových stránkách [1]
- Hlavní trenér: Ilja Vorobjov
- Asistent trenéra: Anvar Gatijatulin
- Asistent trenéra: Alexej Kudašov
- Asistent trenéra: Igor Nikitin

| 3  | D | Dinar Chafizullin   | 5. ledna 1989 (ve věku 29 let)      | SKA Petrohrad              |
| 4  | D | Vladislav Gavrikov  | 21. listopadu 1995 (ve věku 22 let) | SKA Petrohrad              |
| 7  | F | Kirill Kaprizov – A | 26. dubna 1997 (ve věku 21 let)     | CSKA Moskva                |
| 11 | F | Sergej Andronov     | 19. července 1989 (ve věku 28 let)  | CSKA Moskva                |
| 13 | F | Pavel Dacjuk –      | 20. července 1978 (ve věku 39 let)  | SKA Petrohrad              |
| 15 | F | Arťom Anisimov      | 24. května 1988 (ve věku 29 let)    | Chicago Blackhawks         |
| 19 | F | Pavel Bučněvič – A  | 17. dubna 1995 (ve věku 23 let)     | New York Rangers           |
| 22 | D | Nikita Zajcev       | 29. října 1991 (ve věku 26 let)     | Toronto Maple Leafs        |
| 25 | F | Michail Grigorenko  | 16. května 1994 (ve věku 23 let)    | CSKA Moskva                |
| 29 | F | Ilja Kablukov       | 18. ledna 1988 (ve věku 30 let)     | SKA Petrohrad              |
| 30 | G | Igor Šesťorkin      | 30. prosince 1995 (ve věku 22 let)  | SKA Petrohrad              |
| 31 | G | Ilja Sorokin        | 4. srpna 1995 (ve věku 22 let)      | CSKA Moskva                |
| 41 | F | Nikita Sošnikov     | 14. října 1993 (ve věku 24 let)     | St. Louis Blues            |
| 44 | D | Jegor Jakovlev      | 17. září 1991 (ve věku 26 let)      | SKA Petrohrad              |
| 51 | D | Alexej Bereglazov   | 20. dubna 1994 (ve věku 24 let)     | Metallurg Magnitogorsk     |
| 55 | D | Bogdan Kiselevič    | 14. února 1990 (ve věku 28 let)     | CSKA Moskva                |
| 63 | F | Jevgenij Dadonov    | 12. března 1989 (ve věku 29 let)    | Florida Panthers           |
| 66 | F | Ilja Michejev       | 10. října 1994 (ve věku 23 let)     | Avangard Omsk              |
| 78 | F | Maxim Manin         | 13. ledna 1995 (ve věku 22 let)     | Florida Panthers           |
| 83 | G | Vasilij Košečkin    | 27. března 1983 (ve věku 35 let)    | Metallurg Magnitogorsk     |
| 87 | F | Maxim Šalunov       | 31. ledna 1993 (ve věku 25 let)     | CSKA Moskva                |
| 88 | D | Nikita Trjamkin     | 30. srpna 1994 (ve věku 23 let)     | Avtomobilist Jekatěrinburg |
| 89 | D | Nikita Něstěrov     | 28. března 1993 (ve věku 25 let)    | CSKA Moskva                |
| 94 | F | Alexandr Barabanov  | 17. června 1997 (ve věku 20 let)    | SKA Petrohrad              |
| 97 | F | Nikita Gusev        | 8. července 1992 (ve věku 25 let)   | SKA Petrohrad              |

### Soupiska švédského týmu
- Soupiska na oficiálních webových stránkách [2]
- Hlavní trenér: Rikard Grönborg
- Asistent trenéra: Johan Garpelnov
- Asistent trenéra: Peter Popovic

| 3  | D | John Klingberg – A       | 14. srpna 1992 (ve věku 25 let)     | Dallas Stars               |
| 4  | D | Mattias Ekholm           | 24. května 1990 (ve věku 28 let)    | Nashville Predators        |
| 5  | D | Mikael Wikstrand         | 5. listopadu 1993 (ve věku 24 let)  | Färjestad BK               |
| 6  | D | Adam Larsson             | 12. listopadu 1992 (ve věku 25 let) | Edmonton Oilers            |
| 9  | F | Adrian Kempe             | 13. září 1996 (ve věku 21 let)      | Los Angeles Kings          |
| 11 | F | Mikael Backlund –        | 17. března 1989 (ve věku 29 let)    | Calgary Flames             |
| 12 | F | Johan Larsson            | 25. července 1992 (ve věku 25 let)  | Buffalo Sabres             |
| 13 | F | Mattias Janmark          | 8. prosince 1992 (ve věku 25 let)   | Dallas Stars               |
| 14 | F | Gustav Nyquist           | 1. září 1989 (ve věku 28 let)       | Detroit Red Wings          |
| 18 | F | Dennis Everberg          | 31. prosince 1991 (ve věku 26 let)  | CHK Neftěchimik Nižněkamsk |
| 23 | D | Oliver Ekman-Larsson – A | 17. července 1991 (ve věku 26 let)  | Arizona Coyotes            |
| 24 | F | Lias Andersson           | 13. října 1998 (ve věku 19 let)     | Hartford Wolf Pack         |
| 25 | F | Jacob de la Rose         | 20. května 1995 (ve věku 22 let)    | Montreal Canadiens         |
| 30 | G | Filip Gustavsson         | 7. června 1998 (ve věku 19 let)     | Belleville Senators        |
| 31 | G | Anders Nilsson           | 19. března 1990 (ve věku 28 let)    | Vancouver Canucks          |
| 33 | F | Viktor Arvidsson         | 8. dubna 1993 (ve věku 24 let)      | Nashville Predators        |
| 35 | G | Magnus Hellberg          | 4. dubna 1991 (ve věku 27 let)      | HC Rudá hvězda Kunlun      |
| 40 | F | Elias Pettersson         | 12. listopadu 1998 (ve věku 19 let) | Växjö Lakers HC            |
| 47 | D | Hampus Lindholm          | 20. ledna 1994 (ve věku 24 let)     | Anaheim Ducks              |
| 56 | D | Erik Gustafsson          | 14. března 1992 (ve věku 26 let)    | Chicago Blackhawks         |
| 67 | F | Rickard Rakell           | 5. května 1993 (ve věku 24 let)     | Anaheim Ducks              |
| 72 | F | Patric Hörnqvist         | 1. ledna 1987 (ve věku 31 let)      | Pittsburgh Penguins        |
| 79 | F | Filip Forsberg           | 13. srpna 1994 (ve věku 24 let)     | Nashville Predators        |
| 91 | F | Magnus Pääjärvi          | 12. dubna 1991 (ve věku 27 let)     | Ottawa Senators            |
| 93 | F | Mika Zibanejad           | 18. dubna 1993 (ve věku 25 let)     | New York Rangers           |

### Soupiska českého týmu
- Soupiska na oficiálních webových stránkách [3]
- Hlavní trenér: Josef Jandač
- Asistent trenéra: Václav Prospal
- Asistent trenéra: Jiří Kalous
- Asistent trenéra: Jaroslav Špaček
- Trenér brankářů: Petr Přikryl

| 3  | O | Radko Gudas – A    | 5. června 1990 (27 let)    | Philadelphia Flyers        |
| 8  | O | Libor Šulák        | 4. dubna 1994 (24 let)     | Grand Rapids Griffins      |
| 9  | O | David Sklenička    | 8. září 1996 (21 let)      | HC Škoda Plzeň             |
| 10 | Ú | Roman Červenka –   | 10. prosince 1985 (32 let) | Fribourg-Gottéron          |
| 11 | Ú | Andrej Nestrašil   | 22. února 1991 (27 let)    | CHK Neftěchimik Nižněkamsk |
| 12 | Ú | Radek Faksa        | 9. ledna 1994 (24 let)     | Dallas Stars               |
| 14 | Ú | Tomáš Plekanec – A | 1. prosince 1982 (35 let)  | Toronto Maple Leafs        |
| 17 | O | Filip Hronek       | 2. listopadu 1997 (20 let) | Grand Rapids Griffins      |
| 18 | Ú | Dominik Kubalík    | 21. srpna 1995 (22 let)    | HC Ambrì-Piotta            |
| 23 | Ú | Dmitrij Jaškin     | 23. března 1993 (25 let)   | St. Louis Blues            |
| 26 | Ú | Michal Řepík       | 31. prosince 1988 (29 let) | HC Sparta Praha            |
| 30 | B | Dominik Hrachovina | 29. srpna 1994 (23 let)    | Tappara Tampere            |
| 33 | B | Pavel Francouz     | 3. června 1990 (27 let)    | Traktor Čeljabinsk         |
| 36 | O | Jakub Krejčík      | 25. června 1991 (26 let)   | HC Kometa Brno             |
| 39 | B | David Rittich      | 19. srpna 1992 (25 let)    | Calgary Flames             |
| 46 | Ú | David Krejčí       | 28. dubna 1986 (32 let)    | Boston Bruins              |
| 47 | O | Michal Jordán      | 17. července 1990 (27 let) | Amur Chabarovsk            |
| 51 | Ú | Roman Horák        | 21. května 1991 (26 let)   | HK Viťaz Moskevská oblast  |
| 60 | O | Michal Moravčík    | 3. června 1990 (27 let)    | HC Škoda Plzeň             |
| 61 | O | Adam Polášek       | 12. července 1991 (26 let) | HK Soči                    |
| 71 | Ú | Tomáš Hyka         | 23. března 1993 (25 let)   | Vegas Golden Knights       |
| 72 | Ú | Filip Chytil       | 5. září 1999 (18 let)      | New York Rangers           |
| 88 | Ú | David Pastrňák     | 25. května 1996 (21 let)   | Boston Bruins              |
| 90 | Ú | Robert Kousal      | 7. října 1990 (27 let)     | HC Davos                   |
| 98 | Ú | Martin Nečas       | 15. ledna 1999 (19 let)    | HC Kometa Brno             |

### Soupiska švýcarského týmu
- Soupiska na oficiálních webových stránkách [4]
- Hlavní trenér: Patrick Fischer
- Asistent trenéra: Christian Wohlwend
- Asistent trenéra: Tommy Albelin

| 14 | F | Chris Baltisberger    | 31. října 1991 (ve věku 26 let)     | ZSC Lions           |
| 15 | F | Grégory Hofmann       | 13. listopadu 1992 (ve věku 25 let) | HC Lugano           |
| 16 | D | Raphael Diaz –        | 9. ledna 1986 (ve věku 32 let)      | EV Zug              |
| 19 | F | Reto Schäppi          | 27. ledna 1991 (ve věku 27 let)     | ZSC Lions           |
| 20 | G | Reto Berra            | 3. ledna 1987 (ve věku 31 let)      | San Diego Gulls     |
| 21 | F | Kevin Fiala           | 22. července 1996 (ve věku 21 let)  | Nashville Predators |
| 22 | F | Nino Niederreiter – A | 8. září 1992 (ve věku 25 let)       | Minnesota Wild      |
| 28 | F | Timo Meier            | 8. října 1996 (ve věku 21 let)      | San Jose Sharks     |
| 34 | D | Dean Kukan            | 8. července 1993 (ve věku 24 let)   | Cleveland Monsters  |
| 38 | D | Lukas Frick           | 15. září 1994 (ve věku 23 let)      | Lausanne HC         |
| 41 | D | Mirco Müller          | 21. března 1995 (ve věku 23 let)    | New Jersey Devils   |
| 45 | D | Michael Fora          | 30. října 1995 (ve věku 22 let)     | HC Ambrì-Piotta     |
| 46 | F | Noah Rod              | 7. června 1996 (ve věku 21 let)     | San Jose Barracuda  |
| 60 | F | Tristan Scherwey      | 7. května 1991 (ve věku 26 let)     | SC Bern             |
| 62 | G | Gilles Senn           | 1. března 1996 (ve věku 22 let)     | HC Davos            |
| 63 | G | Leonardo Genoni       | 28. srpna 1987 (ve věku 30 let)     | SC Bern             |
| 65 | D | Ramon Untersander     | 21. ledna 1991 (ve věku 27 let)     | SC Bern             |
| 71 | F | Enzo Corvi            | 23. prosince 1992 (ve věku 25 let)  | HC Davos            |
| 76 | D | Joël Genazzi          | 10. února 1988 (ve věku 30 let)     | Lausanne HC         |
| 79 | F | Damien Riat           | 26. února 1997 (ve věku 21 let)     | Ženeva-Servette HC  |
| 82 | F | Simon Moser – A       | 10. března 1989 (ve věku 29 let)    | SC Bern             |
| 83 | F | Joël Vermin           | 5. února 1992 (ve věku 26 let)      | Lausanne HC         |
| 85 | F | Sven Andrighetto      | 21. března 1993 (ve věku 25 let)    | Colorado Avalanche  |
| 90 | D | Roman Josi            | 1. června 1990 (ve věku 27 let)     | Nashville Predators |
| 92 | F | Gaëtan Haas           | 31. ledna 1992 (ve věku 26 let)     | SC Bern             |

### Soupiska běloruského týmu
- Soupiska na oficiálních webových stránkách [5]
- Hlavní trenér: Dave Lewis , který byl po třech zápasech odvolán a nahradil ho Sergej Puškov [6]
- Asistent trenéra: Vjačeslav Gusov
- Asistent trenéra: Andrei Mezin
- Asistent trenéra: Michail Zacharov

| 7  | D | Vladimir Denisov      | 29. června 1984 (ve věku 33 let)    | SaiPa                 |
| 9  | D | Roman Dyukov          | 29. září 1995 (ve věku 22 let)      | HK Saryarka Karaganda |
| 10 | F | Pavel Razvadovsky     | 7. srpna 1989 (ve věku 28 let)      | Junosť Minsk          |
| 13 | F | Sergej Drozd          | 14. dubna 1990 (ve věku 27 let)     | HK Dinamo Minsk       |
| 14 | D | Jevgenij Lisovec      | 12. listopadu 1994 (ve věku 23 let) | HK Dinamo Minsk       |
| 15 | F | Artem Demkov          | 26. září 1989 (ve věku 28 let)      | Šachtar Salihorsk     |
| 16 | F | Geoff Platt           | 10. července 1985 (ve věku 32 let)  | CSKA Moskva           |
| 17 | F | Jegor Šarangovič      | 6. června 1998 (ve věku 19 let)     | HK Dinamo Minsk       |
| 18 | D | Kristian Chenkel      | 11. července 1995 (ve věku 22 let)  | HK Dinamo Minsk       |
| 28 | F | Alexander Materuchin  | 17. října 1981 (ve věku 36 let)     | Šachtar Salihorsk     |
| 35 | G | Ivan Kulbakov         | 18. září 1996 (ve věku 21 let)      | Quad City Mallards    |
| 46 | D | Nikita Ustinenko      | 22. dubna 1995 (ve věku 23 let)     | Dinamo-Molodechno     |
| 51 | D | Stepan Falkovskij     | 18. prosince 1996 (ve věku 21 let)  | Ontario Reign         |
| 55 | D | Pavel Vorobey         | 10. září 1997 (ve věku 20 let)      | KRS Heilongjiang      |
| 68 | F | Arťom Kisly           | 28. dubna 1989 (ve věku 29 let)     | HK Něman Grodno       |
| 69 | G | Michail Karnauchov    | 22. února 1994 (ve věku 24 let)     | HK Dinamo Minsk       |
| 70 | F | Charles Linglet       | 22. června 1982 (ve věku 35 let)    | Eisbären Berlín       |
| 71 | F | Alexander Pavlovič –  | 12. července 1988 (ve věku 29 let)  | HK Dinamo Minsk       |
| 74 | F | Arťom Levša           | 24. září 1992 (ve věku 25 let)      | HK Něman Grodno       |
| 77 | F | Alexander Kitarov – A | 18. června 1987 (ve věku 30 let)    | HK Dinamo Minsk       |
| 79 | G | Vitalij Trus          | 24. června 1988 (ve věku 29 let)    | HK Něman Grodno       |
| 88 | F | Jevgenij Kovyršin     | 25. ledna 1986 (ve věku 32 let)     | HK Dinamo Minsk       |
| 89 | D | Dmitry Korobov – A    | 12. března 1989 (ve věku 29 let)    | HK Dinamo Minsk       |
| 91 | F | Artur Gavrus          | 3. ledna 1994 (ve věku 24 let)      | Dinamo-Molodechno     |
| 94 | F | Maxim Suško           | 10. února 1999 (ve věku 19 let)     | Owen Sound Attack     |

### Soupiska slovenského týmu
- Soupiska na oficiálních webových stránkách [7]
- Hlavní trenér: Craig Ramsay
- Asistent trenéra: Vladimír Országh
- Asistent trenéra: Róbert Petrovický
- Asistent trenéra: Ján Lašák
- Generální manažer: Miroslav Šatan

| 1  | G | Marek Čiliak       | 2. dubna 1990 (ve věku 28 let)     | HC Kometa Brno                 |
| 2  | D | Andrej Sekera –    | 8. června 1986 (ve věku 31 let)    | Edmonton Oilers                |
| 3  | D | Adam Jánošík       | 7. září 1992 (ve věku 25 let)      | Bílí Tygři Liberec             |
| 6  | F | Lukáš Cingeľ       | 6. října 1992 (ve věku 25 let)     | Mountfield HK                  |
| 7  | F | Mário Grman        | 11. dubna 1997 (ve věku 20 let)    | Piráti Chomutov                |
| 12 | F | Dávid Bondra       | 26. srpna 1992 (ve věku 25 let)    | HK Poprad                      |
| 13 | F | Tomáš Jurčo        | 28. prosince 1992 (ve věku 25 let) | Chicago Blackhawks             |
| 17 | F | Dávid Buc          | 22. ledna 1987 (ve věku 31 let)    | HK Poprad                      |
| 18 | F | Andrej Kudrna      | 11. května 1997 (ve věku 20 let)   | HC Sparta Praha                |
| 19 | F | Michal Krištof     | 11. října 1993 (ve věku 24 let)    | HK Nitra                       |
| 25 | F | Marek Hovorka      | 8. října 1984 (ve věku 33 let)     | HC Košice                      |
| 27 | F | Ladislav Nagy - A  | 1. června 1979 (ve věku 38 let)    | HC Košice                      |
| 28 | F | Pavol Skalický     | 9. října 1995 (ve věku 22 let)     | HC ’05 iClinic Banská Bystrica |
| 30 | G | Denis Godla        | 4. dubna 1995 (ve věku 22 let)     | KalPa                          |
| 33 | F | Juraj Mikúš        | 22. února 1987 (ve věku 31 let)    | HC Verva Litvínov              |
| 42 | G | Patrik Rybár       | 9. listopadu 1993 (ve věku 24 let) | Mountfield HK                  |
| 51 | D | Dominik Graňák - A | 11. června 1983 (ve věku 34 let)   | Mountfield HK                  |
| 56 | D | Michal Čajkovský   | 6. května 1992 (ve věku 25 let)    | Avtomobilist Jekatěrinburg     |
| 62 | D | Christián Jaroš    | 2. dubna 1996 (ve věku 22 let)     | Belleville Senators            |
| 65 | F | Tomáš Marcinko     | 11. dubna 1988 (ve věku 30 let)    | HC Oceláři Třinec              |
| 66 | D | Martin Fehérváry   | 6. října 1999 (ve věku 18 let)     | IK Oskarshamn                  |
| 71 | D | Marek Ďaloga       | 10. března 1989 (ve věku 29 let)   | HC Sparta Praha                |
| 83 | F | Martin Bakoš       | 18. dubna 1990 (ve věku 28 let)    | HC Bílí Tygři Liberec          |
| 87 | F | Marcel Haščák      | 3. února 1987 (ve věku 31 let)     | HC Kometa Brno                 |
| 88 | F | Patrik Svitana     | 10. července 1988 (ve věku 29 let) | HK Poprad                      |

### Soupiska francouzského týmu
- Soupiska na oficiálních webových stránkách [8]
- Hlavní trenér: Dave Henderson
- Asistent trenéra: Laurent Meuiner
- Asistent trenéra: Pierre Pousse

| 3  | D | Jonathan Janil          | 24. září 1987 (ve věku 30 let)      | Boxers de Bordeaux        |
| 4  | D | Antonin Manavian        | 26. dubna 1987 (ve věku 31 let)     | Alba Volán Székesfehérvár |
| 8  | D | Hugo Gallet             | 20. června 1997 (ve věku 20 let)    | TPS Turku                 |
| 9  | F | Damien Fleury – A       | 1. února 1986 (ve věku 32 let)      | Schwenninger Wild Wings   |
| 12 | F | Valentin Claireaux      | 5. dubna 1991 (ve věku 27 let)      | Lukko Rauma               |
| 14 | F | Stéphane Da Costa –     | 11. července 1989 (ve věku 28 let)  | Ženeva-Servette HC        |
| 15 | F | Maurin Bouvet           | 28. května 1995 (ve věku 22 let)    | Rapaces de Gap            |
| 18 | D | Yohann Auvitu           | 27. července 1989 (ve věku 28 let)  | Edmonton Oilers           |
| 23 | D | Guillaume Leclerc       | 3. listopadu 1984 (ve věku 33 let)  | Rapaces de Gap            |
| 25 | F | Nicolas Ritz            | 26. února 1992 (ve věku 26 let)     | Rouen Hockey Élite 76     |
| 27 | F | Loïc Lampérier          | 7. srpna 1989 (ve věku 28 let)      | Rouen Hockey Élite 76     |
| 28 | D | Damien Raux             | 3. listopadu 1984 (ve věku 33 let)  | Rapaces de Gap            |
| 29 | F | Floran Douay            | 7. února 1995 (ve věku 23 let)      | Ženeva-Servette HC        |
| 33 | G | Ronan Quemener          | 13. února 1988 (ve věku 30 let)     | Boxers de Bordeaux        |
| 37 | G | Sebastian Ylönen        | 3. července 1991 (ve věku 26 let)   | Jokipojat                 |
| 38 | D | Thomas Thiry            | 9. září 1997 (ve věku 20 let)       | EV Zug                    |
| 49 | G | Florian Hardy           | 8. února 1985 (ve věku 33 let)      | Ducs d'Angers             |
| 62 | D | Florian Chakiachvili    | 18. března 1992 (ve věku 26 let)    | Rouen Hockey Élite 76     |
| 63 | F | Alexandre Texier        | 13. září 1999 (ve věku 18 let)      | KalPa                     |
| 71 | F | Anthony Guttig          | 30. října 1988 (ve věku 29 let)     | Rouen Hockey Élite 76     |
| 72 | F | Jordann Perret          | 15. října 1994 (ve věku 23 let)     | HC Dynamo Pardubice       |
| 74 | D | Nicolas Besch           | 25. října 1984 (ve věku 33 let)     | Boxers de Bordeaux        |
| 77 | F | Sacha Treille           | 6. listopadu 1987 (ve věku 30 let)  | HC Dynamo Pardubice       |
| 80 | F | Teddy Da Costa          | 17. února 1986 (ve věku 32 let)     | Comarch Cracovia          |
| 81 | F | Anthony Rech            | 9. července 1992 (ve věku 25 let)   | Schwenninger Wild Wings   |
| 84 | D | Kévin Hecquefeuille – A | 20. listopadu 1984 (ve věku 33 let) | IK Pantern                |

### Soupiska rakouského týmu
- Soupiska na oficiálních webových stránkách [9]
- Hlavní trenér: Roger Bader
- Asistent trenéra: Christoph Brandner
- Asistent trenéra: Markus Peintner
- Asistent trenéra:
- Generální manažer:

| 3  | F | Peter Schneider       | 4. dubna 1991 (ve věku 27 let)     | Vienna Capitals      |
| 7  | F | Brian Lebler – A      | 16. července 1988 (ve věku 29 let) | EHC Black Wings Linz |
| 9  | F | Alexander Rauchenwald | 11. května 1993 (ve věku 24 let)   | EC Red Bull Salzburg |
| 11 | F | Lukas Haudum          | 21. května 1997 (ve věku 20 let)   | Malmö Redhawks       |
| 12 | F | Michael Raffl         | 1. prosinec 1988 (ve věku 29 let)  | Philadelphia Flyers  |
| 13 | F | Patrick Obrist        | 27. února 1993 (ve věku 25 let)    | EHC Kloten           |
| 14 | D | Patrick Peter         | 27. ledna 1994 (ve věku 24 let)    | Vienna Capitals      |
| 16 | F | Dominic Zwerger       | 16. července 1996 (ve věku 21 let) | HC Ambrì-Piotta      |
| 17 | F | Manuel Ganahl – A     | 12. července 1990 (ve věku 27 let) | EC KAC               |
| 22 | D | Stefan Ulmer          | 1. prosince 1990 (ve věku 27 let)  | HC Lugano            |
| 23 | F | Fabio Hofer           | 23. ledna 1991 (ve věku 27 let)    | EHC Black Wings Linz |
| 24 | D | Steven Strong         | 16. února 1993 (ve věku 25 let)    | EC KAC               |
| 27 | F | Thomas Hundertpfund – | 14. prosince 1989 (ve věku 28 let) | EC KAC               |
| 28 | D | Martin Schumnig       | 28. července 1989 (ve věku 28 let) | EC KAC               |
| 29 | G | Bernhard Starkbaum    | 19. února 1986 (ve věku 32 let)    | EC Red Bull Salzburg |
| 30 | G | David Kickert         | 16. března 1994 (ve věku 24 let)   | Vienna Capitals      |
| 31 | G | David Madlener        | 31. března 1992 (ve věku 26 let)   | EC KAC               |
| 41 | D | Mario Altmann         | 4. listopadu 1986 (ve věku 31 let) | EHC Black Wings Linz |
| 42 | D | Layne Viveiros        | 4. srpna 1995 (ve věku 22 let)     | EC Red Bull Salzburg |
| 51 | F | Daniel Woger          | 25. února 1988 (30 let)            | Graz 99ers           |
| 61 | F | Patrick Spannring     | 6. listopadu 1990 (ve věku 27 let) | EHC Black Wings Linz |
| 63 | D | Markus Schlacher      | 23. srpna 1987 (ve věku 30 let)    | EC VSV               |
| 67 | F | Konstantin Komarek    | 8. listopadu 1992 (ve věku 25 let) | Karlskrona HK        |
| 91 | D | Dominique Heinrich    | 31. července 1990 (ve věku 27 let) | EC Red Bull Salzburg |
| 92 | D | Clemens Unterweger    | 1. dubna 1992 (ve věku 26 let)     | Graz 99ers           |